# 痴女ヘブン
痴女ヘブン（ちじょヘブン）は、日本のアダルトビデオメーカーである。

## 概要
アウトビジョングループの内部メーカー「美」として2008年12月に設立された。
痴女に特化した作品作りを行っており、専属女優のほか、アウトビジョン内外の女優が多数起用されている。
2015年6月、AV OPEN2015への出品（出品作品は「W誘惑お姉さん 桜木凛,かすみ果穂」）にあたって、「企画部門で1位を獲れなかったらメーカー名「美」を改名する」とのマニフェストを発表したが、企画部門1位はMOODYZとなったため、公約通り11月16日にメーカー名を「痴女ヘブン」に改名した。

## 主なレーベル
- Bi STYLE
- DELUXE
- 美ッ痴

## 専属女優
過去に専属となっていた者も含む。
- 越川アメリ
- 美月アンジェリア
- 上原果歩
- 酒井ももか
- 森高南
- 山川青空
- 穂高ゆうき
- 小川あさ美
- 司ミコト
- 松本メイ
- 今井美鈴
- 桜ここみ
- 桜木凛
- さくら悠
- 蓮実クレア
- 藤本悠麻
- 志保
- 小谷理紗
- 優木まみ
- 夏樹あい
- 西野翔[4]
- 松本いちか

## 痴女ヘブン賞
MOODYZ忘年会にて授与。
- 2013年 美賞 桜木凛
- 2015年 痴女ヘブン賞 川上ゆう[5]
- 2016年 最優秀痴女ヘブン賞 水野朝陽[6]
- 2017年 痴女ヘブン賞 椎名そら[7]
- 2019年 最優秀痴女ヘブン賞 蓮実クレア[8]
- 2023年 最優秀痴女ヘブン賞 JULIA
- 2024年 最優秀痴女ヘブン賞 春陽モカ[9]